# Lommedalen
Lommedalen är en liten dal och en tidigare tätort i Bærums kommun i Akershus fylke i sydöstra Norge. Dalgången går in mot Krokskogen längst västerut i kommunen och orten hade omkring 11 000 invånare (2020). Här låg tidigare jordbruk och småindustri men på 1980-talet byggdes bostäder i nedre delen av dalen vid Bærums Verk och senare byggde man i Trulrudsmarks längre upp i dalen.
Lommedalen har fått sitt namn efter älven Lomma som rinner genom dalen.
Museumsjärnvägen Lommedalsbanan ligger högst upp i Lommedalen.